# 福布斯30位30歲以下精英榜

福布斯「30位30歲以下精英」榜，又稱福布斯年輕領袖榜、福布斯傑出青年榜或福布斯「30位30歲以下創業者」榜，是每年由《福布斯》雜誌發佈的一系列名單，旨在以「改變世界的潛力」為標凖，選出30歲以下各領域具有創新精神與領導力的傑出青年。美洲版選出20個行業各30人，歐洲版和亞洲版選出10個行業各30人，而非洲版選出共30人。福布斯亦有以「30位30歲以下創業者」每年舉行峰會。

## 歷史
2011年，福布斯公布首份「30位30歲以下精英」榜單。在2016年，榜單得到了超過1萬5千個提名，當中有600人分別在20個領域中勝出
。1月19日，福布斯公佈首份歐洲榜單，在2月25日公佈首份亞洲榜單並在6月公佈首份非洲榜單。
福布斯亦有以「Under 30」之名開設網站上的頻道和社交媒體應用程式。根據《TheWrap》，頻道主要為Y世代提供節目。應用程式則是與Tinder合作，Tinder的創辦人之一西恩·拉德曾獲列入福布斯30位30歲精英榜。

## 峰會
福布斯亦舉辦年度「30位30歲以下精英」峰會。2014年和2015年的峰會在費城舉行，由莫妮卡·萊溫斯基主持並發表有關網絡欺凌的演說，2016年和2017年的峰會則在10月於波士頓舉行。
2016年4月，福布斯舉辦首次EMEA國際峰會，並在耶路撒冷和特拉維夫舉行。其後，在5月，新加坡主辦首個亞洲「30位30歲以下精英」峰會。

## 批評
「30位30歲以下精英」榜被指偏頗，引發焦慮。The Root發現在首份榜單中，上榜的30名之中有29名是白人，沒有一名是黑人或拉丁美洲人。女性雜誌ELLE南非版發現2014年榜單性別不平等情況，遂以「女性在哪裏？」為題發佈報道。

## 外部連結
- 官方网站